# Juraichhari
Juraichhari är ett underdistrikt i Bangladesh. Det ligger i den sydöstra delen av landet, 240 km sydost om huvudstaden Dhaka.
I omgivningarna runt Juraichhari växer huvudsakligen savannskog. Runt Juraichhari är det ganska glesbefolkat, med 47 invånare per kvadratkilometer.